# Cécile Desaint
Cécile Desaint (født 7. Juni 1995) er dansk/fransk dokumentarfilmsinstruktør. Hun har læst Film- og medievidenskab på Københavns Universitet, samt Fransk sprog og kultur.
Hun debuterede med dokumentarfilmen You Before Me (2019).
Derudover har hun instrueret musikdokumentar-serien I en verden ude af takt (2021) i samarbejde med Emma Ishøy.